# جعبه اسباب‌بازی

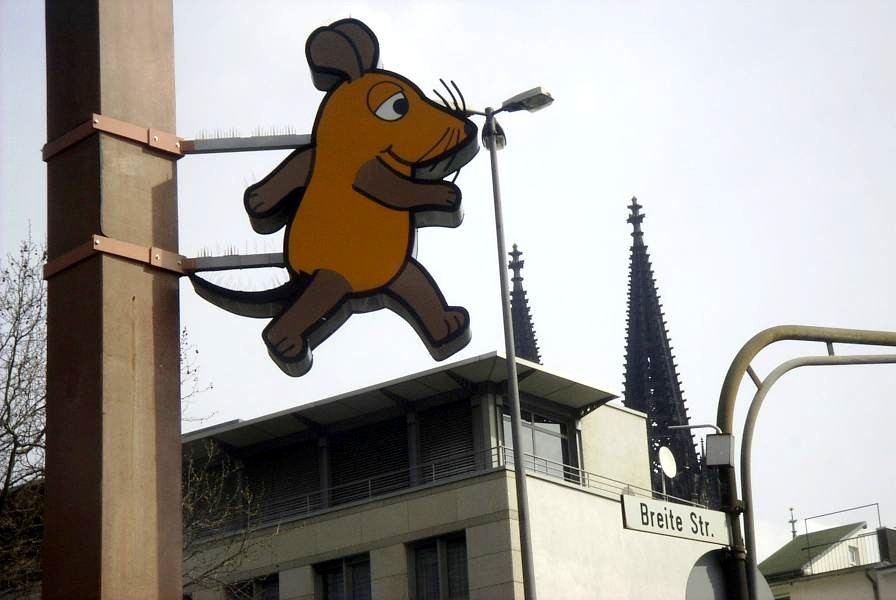
موش، نماد این برنامه

جعبه اسباب‌بازی با عنوانِ اصلیِ «نمایشی با حضور موش» (آلمانی: Die Sendung mit der Maus) نام یک مجموعهٔ تلویزیونی کارتونی آلمانی است که بدان لقب «مدرسهٔ کشوری» را داده‌اند.
این مجموعهٔ‌کارتونی نخستین بار در ۷ مارس ۱۹۷۱ میلادی بر روی آنتن رفت و نامِ اولیه‌اش «داستان‌های آموزشی و بامزه برای نونهالان» بود. در آن سال‌ها، تولید چنین برنامه‌ای بحث‌برانگیز و جدال‌آمیز بود، چراکه قوانین آلمان، تماشای تلویزیون را برای کودکان زیر ۶ سال ممنوع کرده بود. آموزگاران و مربیان کودک در آغاز، پخش این برنامه را محکوم کردند، چرا که آن را برای رشدونمو کودک مضر می‌دانستند اما امروزه آن را به عنوان وسیله‌ای مؤثر در انتقال اطلاعات به کودکان ستایش می‌کنند.
این برنامهٔ تلویزیونی بیش از ۷۵ جایزه دریافت کرده است و نخستین پایان‌نامه دکترا دربارهٔ آن در سال ۱۹۹۱ میلادی ارائه شد. در ۷ مارس ۱۹۹۹ میلادی، وبگاه اینترنتی این برنامه آغاز به‌کار کرد و تنها در روز نخست، ۲۴۰۰ ایمیل و ۴ میلیون بازدید داشت.
این کارتون در دههٔ ۶۰ خورشیدی و با نامِ «جعبه اسباب‌بازی» از برنامهٔ کودکان و نوجوانان پخش شد.